# Лаатикайнен, Тааветти
Тааветти Лаатикайнен (фин. Taavetti Laatikainen;27 июля 1886, Хаукивуори, Великое княжество Финляндское, Российская империя — 15 апреля 1954, Миккели, Финляндия) — генерал Финляндии, член егерского движения. Участвовал в Первой мировой войне, Зимней войне, Второй мировой войне.

## Биография
Родился в Хаукивуори 27 июля 1886 года. В 1906 году завершил своё образование, но продолжил его до получения бакалавра философии в 1913 году. В 1912 преподавал финский, латынь и историю в Пори.
В январе 1916 года присоединился добровольцем к 27-й Королевскому Прусскому егерскому батальону. В составе батальона воевал на восточном фронте Первой мировой войны на стороне Германии. В 1917 году участвовал в битве за Ригу. 1918 году вернулся в Финляндию в звании лейтенанта егеря и принял участие в гражданской войне на стороне белых. Участвовал в битве при Кямяря (27 января 1918 года), в битве при Выборге (24-29 апреля 1918 года), в сражениях в Лемпяяля (23 марта — 24 апреля 1918 года).
В начале Зимней войны был командиром 1-й дивизии, которая сражалась на Карельском перешейке. Проводил безуспешную контратаку. Улучшал оборону вблизи озера Кивиярви и в районе Сайма. Был представителем на переговорах по окончанию войны.
В 1941 году, командуя II корпусом, атаковал Карелию. Занял Элисенваару и Хийтолу, тем самым перерезав сухопутное сообщение Красной Армии к северу от Ладожского озера.
Далее получил назначение в Восточной Карелии, где проводил небольшое наступление в районе Медвежьегорска. Участвовал в обороне против советского наступления в ходе Выборгско-Петрозаводской операции. Большой вклад сделал в битве при Тали-Ихантала.
После войны продолжал военную службу до 1948 года, когда ушёл в отставку получив звание генерала.